# منحنى الوفرة الترتيبية
منحنى الوفرة الترتيبية (بالإنكليزية: Rank abundance curve) هو رسم بياني يستخدمه علماء البيئة لإظهار الوفرة النسبية للأنواع، وهو أحد مكونات تنوع حيوي، ويمكن استخدامه أيضا لتجسيد ثراء الأنواع  و تساوي الأنواع، ويزيل أوجه القصور في مؤشرات تنوع حيوي البيئي التي لا يمكن أن تُظهر الدور النسبي للمتغيرات المختلفة في حساباتها.